# Piptadenia irwinii
Piptadenia irwinii är en ärtväxtart som beskrevs av Gwilym Peter Lewis. Piptadenia irwinii ingår i släktet Piptadenia och familjen ärtväxter.

## Underarter
Arten delas in i följande underarter:
- P. i. irwinii
- P. i. unijuga